# Арнольд, Бенедикт
Бенеди́кт А́рнольд (англ. Benedict Arnold V; 14 января 1741, Норуич, Коннектикут — 14 июня 1801, Лондон) — генерал-майор, участник Войны за независимость США, прославился в боях на стороне американских повстанцев, но позже перешёл на сторону Великобритании.
Долгое время его имя было синонимом предательства, среди видных представителей американской исторической науки было немыслимо рассматривать его фигуру в сколь-нибудь позитивном свете. В общенациональных школьных тестах по истории США начала XX века присутствовал контрольный вопрос: «Почему его имя общеизвестно и ненавидимо всеми американцами от мала до велика?». В современной историографии США наметилась тенденция к пересмотру событий эпохи войны за независимость, в связи с чем ныне Бенедикт Арнольд рассматривается как противоречивая фигура; одновременно как герой, который спас США от уничтожения, и как предатель, продавший свою страну за деньги.

## Ранние годы
Бенедикт Арнольд рано принял участие в общественной деятельности. В 14 лет он вступил в колониальную армию, принимавшую участие во франко-индейской войне 1754—1763 годов. Но привлекательность солдатской жизни быстро померкла, он дезертировал, и только юный возраст спас его от трибунала.
В 21 год Арнольд владел аптекой и книжным магазином в Нью-Хейвене, а вскоре начал вкладывать средства в торговлю сахаром с Вест-Индией. В 1767 году он женился на Маргарет Мэнсфилд, которая за пять лет родила ему трёх сыновей.

## В начале войны
Когда до Нью-Хейвена дошли слухи о сражении у Лексингтона, штат Массачусетс, 19 апреля 1775 года — первом сражении Войны за независимость, — Арнольд был капитаном резерва коннектикутской территориальной гвардии. Не теряя ни минуты, он записался добровольцем на службу и его произвели в полковники.
Через десять дней добровольческие формирования достигли окрестностей Бостона. Арнольд предложил взять штурмом британский форт Тикондерога на озере Шамплейн. Объединившись с Итаном Алленом, Арнольд 10 мая взял форт, захватив так необходимые им пушки.
Когда у Арнольда возникли разногласия с Алленом по поводу командования, а штат Массачусетс не возместил средств, потраченных им на эту кампанию из собственного кармана, Арнольд в июле вернулся домой. В отсутствие Арнольда умерла его жена.

## Вторжение в Канаду
Несмотря на личное горе и разочарование во властях, в августе Арнольд возвратился в Массачусетс, где был представлен новому главнокомандующему Джорджу Вашингтону. Последний с энтузиазмом воспринял его смелое предложение нанести удар по Канаде, верной британской короне.
В то время, пока одна небольшая армия, миновав озеро Шамплейн, захватила Монреаль и стала продвигаться вниз по реке Святого Лаврентия, Арнольд повёл своих людей через болота и леса штата Мэн к Квебеку. 31 декабря обе эти армии под командованием Ричарда Монтгомери пошли на штурм Квебека, но были отброшены назад, потеряв при этом почти половину личного состава. Монтгомери был убит, а Арнольд ранен в ногу. С оставшимися силами Арнольд продолжал осаду города до мая 1776 года, но после получения англичанами подкрепления, счёл благоразумным отвести свои войска.

## Сражения на озере Шамплейн
Став к тому времени бригадиром, Арнольд построил флот из небольших судов, которые блокировали октябрьское наступление англичан в районе озера Шамплейн. Британская стратегия подразумевала следующее: отрезать Новую Англию от среднеатлантических и южных штатов и затем подавить восстание по частям. Таким образом, заслуга Арнольда в том, что он дважды способствовал сохранению колониального единства.

## Уязвлённая гордость
Далеко не все в военном руководстве разделяли высокую оценку, данную Арнольду Вашингтоном, и в феврале 1777 года его не повысили в генерал-майоры, а дали это звание пятерым более младшим офицерам. Только личная просьба главнокомандующего удержала Арнольда от ухода в отставку.
Весной Арнольд отразил британское вторжение в Коннектикут, за что был запоздало произведён в генерал-майоры. Однако по должности он не стал начальником над пятью ранее произведёнными в генералы офицерами, что отравило гордому Арнольду всю радость от награды.
Однако этот удар по самолюбию был мелочью по сравнению с тем, что последовало за этим. Континентальный Конгресс начал расследование того, как Арнольд распоряжался финансами во время канадской кампании 1775—1776 годов. Он не смог отчитаться за 55 000 из 66 671 доллара, ассигнованных на эту экспедицию, объяснив это тем, что у него не было казначея, который вёл бы «такое множество расчётов». В свою защиту Арнольд сказал, что на практике для того, чтобы заплатить солдатам, он нередко использовал свои личные средства. 11 июля 1777 года он подал прошение об отставке из армии. В тот же самый день Конгресс получил письмо от Вашингтона, в котором главнокомандующий писал, что для подавления новой попытки англичан под командованием Бургойна расколоть колонии он нуждается в «активном, смелом офицере». Таким человеком, несомненно, был Бенедикт Арнольд.

## Саратогская кампания
Арнольд забрал своё прошение об отставке и вступил в армию Горацио Гейтса, успев разделить успех при Саратоге в октябре. В награду за его роль в победе Конгресс восстановил его старшинство по должности. После того, как его ранило в ту же ногу, что и за два года до этого у Квебека, Арнольд отправился домой на лечение.

## Женитьба
К маю 1778 года Арнольд поправился и смог присоединиться к армии Вашингтона в Велли-Фордж, а в следующем месяце, когда англичане покидали Филадельфию, был назначен военным комендантом будущей американской столицы. Он купил роскошный дом, завёл несколько слуг и стал разъезжать в элегантном экипаже, позволяя себе удовольствия, которые нельзя было приобрести на его офицерское жалованье.
В середине лета он повстречал 18-летнюю Пегги Шиппен. Она наслаждалась британской оккупацией и была в ярости, когда ей не разрешили присутствовать на прощальном балу в честь генерала Хау. Ей особенно недоставало молодого красавца-офицера, капитана Джона Андрэ, который писал стихи, неплохо рисовал и сопровождал её на многочисленные званые вечера. Однако уже к ноябрю она стала обращать внимание на ухаживания Арнольда. Несмотря на двадцатилетнюю разницу в возрасте, 8 апреля 1779 года Арнольд и Пегги Шиппен поженились.
Но над головой Арнольда сгущались тучи. В феврале Совет Пенсильвании выдвинул против него серьёзные обвинения в злоупотреблении служебным положением. Среди них было обвинение в том, что Арнольд дал незаконное разрешение на разгрузку захваченного капера «Прелестная Нэнси» и реквизировал 12 армейских фургонов для перевозки его груза в Филадельфию, получив половину доходов с этой сомнительной сделки. 5 мая возбуждённый Арнольд писал Вашингтону: «Если Ваше превосходительство считает меня преступником, ради бога, пусть меня немедленно судят и, если я буду признан виновным, казнят. Я не хочу снисхождения; я только прошу справедливости». Он потребовал, чтобы его дело рассматривалось военным трибуналом.
Однако военный трибунал вынес свой вердикт только 26 января 1780 года: Арнольд был признан виновным по двум из восьми пунктов обвинения и подлежал наказанию в форме порицания со стороны главнокомандующего. Выговор Вашингтона был очень сдержанным. Выдачу разрешения он признал «крайне предосудительной», а использование фургонов — «неблагоразумным».

## Путь к измене
Через несколько дней после того, как он написал своё страстное письмо Вашингтону, — и задолго до решения трибунала — Арнольд вступил в тайную переписку с англичанами. Он обговаривал цену своего предательства с Джоном Андрэ, который был теперь майором и служил в Нью-Йорке адъютантом британского главнокомандующего сэра Генри Клинтона.
Много лет спустя Арнольд пытался объяснить, что в этом конфликте для перехода на другую сторону у него были веские основания. Это и сомнения в способности американцев добиться независимости, и возражения против того, что он считал тиранией Конгресса, и возмущение союзом с Францией.
Историки же добавляют более личные и менее бескорыстные мотивы: задетое самолюбие, затаённое чувство обиды на неоднократные обвинения в злоупотреблении служебным положением и потребность в деньгах, которые позволили бы ему жить на широкую ногу.
В одном из своих первых писем к Андрэ — зашифрованных и посланных через посредников — Арнольд ясно дал понять, что он ожидает оплаты. Была упомянута сумма 10 000 фунтов. Сведения о передвижении американских войск и дислокации французского флота, которые послал Арнольд тем летом, оказались не тем, что было нужно англичанам. «Нам нужно добыть точный план Вест-Пойнта», — написал Андрэ Арнольду в конце июля.

## Роковое свидание
Американская крепость на западном берегу реки Гудзон, расположенная в 80 километрах к северу от Нью-Йорка, была основной преградой на пути продвижения англичан вверх по реке к озеру Шамплейн и Канаде. Англичане всё ещё не оставили надежды отрезать Новую Англию от других восставших колоний.
В августе, после значительного лоббирования, Арнольду удалось убедить Вашингтона назначить его командующим Вест-Пойнтом. К концу месяца он получил письмо от Андрэ, предлагавшего ему 20 000 фунтов, если он сдаст англичанам форт вместе с тремя тысячами защищавших его человек, артиллерией и складами.
Где-то между полуночью и часом ночи 22 сентября Арнольд и Андрэ встретились на берегу реки Гудзон примерно на полпути между Вест-Пойнтом и Нью-Йорком. На рассвете они собирались расстаться — их дело было завершено. Но ожидавший Андрэ британский корабль «Гриф» попал под обстрел американских орудий, и Андрэ вынужден был возвращаться в Нью-Йорк по суше. Арнольд дал ему пропуск на имя господина Джона Андерсона.
Поменяв военную форму на гражданское платье и дождавшись темноты, Андрэ в тот же вечер отправился в Нью-Йорк окольным путём. Написанные рукой Арнольда документы были спрятаны у него в чулках. В субботу утром Андрэ остановили три самозваных гвардейца, которые помогали восставшим тем, что грабили сочувствовавших англичанам. Разочарованные, что у Андрэ было с собой так мало денег, они заставили его раздеться и таким образом нашли документы.
В понедельник утром, за завтраком, Арнольд получил письмо, в котором сообщалось, что задержан некий Джон Андерсон, при котором был пропуск с подписью Арнольда и документы с описанием оборонных сооружений Вест-Пойнта. Бумаги переслали Вашингтону. Арнольд стремительно выскочил из-за стола, приказал оседлать лошадь и быстро ускакал прочь. На Гудзоне он вскочил на баржу и приказал капитану плыть вниз по течению к «Грифу». Прибыв к дому Арнольда через полчаса после бегства предателя, Вашингтон грустно спросил одного из своих адъютантов: «Кому же теперь можно верить?»

## Последние годы жизни
Джона Андрэ судили как шпиона, признали виновным, и 2 октября 1780 года он был повешен. В просьбе заменить повешение расстрелом, как это положено офицеру, ему было отказано.
Арнольд, прибыв в Нью-Йорк, получил гораздо меньше, чем он ожидал получить за сдачу Вест-Пойнта, но тем не менее весьма внушительную по тем временам сумму — около 55 000 долларов.
Клинтон быстро сделал его бригадным генералом периферийных войск и послал в мародёрскую экспедицию в штат Виргиния, где губернатор Томас Джефферсон назначил за его поимку награду в 5000 фунтов. В сентябре 1781 года Арнольд вновь запятнал свою репутацию, когда, возглавив рейд против своих бывших соседей, поджёг город Нью-Лондон. Через два месяца после того, как Корнуоллис потерпел поражение у Йорктауна, что положило конец Войне за независимость, Арнольд вместе со всей семьёй отплыл в Англию.
В остававшиеся 20 лет жизни ему пришлось узнать, что англичане презирали его за предательство никак не меньше, чем американцы. Трижды Арнольд предлагал Великобритании свои услуги в период наполеоновских войн — и трижды его предложение отклонялось. Арнольд жаловался жене, что ему не дают достойно умереть смертью солдата. Хотя ему был дарован значительный земельный надел в Канаде, после своей смерти в Лондоне 14 июня 1801 года он оставил долг в 5000 фунтов.

## В культуре
В кинематографе
- Телефильм «Benedict Arnold: A Question of Honor» (в русском прокате — «На поле чести»). В роли Бенедикта Арнольда — Эйдан Куинн.
- Сериал «Murder, She Wrote» (в русском прокате — «Она написала убийство») сезон 4, серия 18: «Benedict Arnold Slipped Here»
- Сериал «Sleepy Hollow» («Сонная Лощина»), сезон 2, серия 3: «Root of All Evil». Арнольд появляется в воспоминаниях главного героя сериала. Предательство генерала объясняется тем, что ему в руки попали 30 сребреников, заплаченные Иуде. В роли Бенедикта Арнольда — Скотт Пойтресс.
- Сериал «Turn» (в русском прокате — «Поворот») Появляется со второго сезона. В роли Бенедикта Арнольда — Оуайн Йомен
- Сериал «Вне времени», 1 сезон, 10 серия. В роли Бенедикта Арнольда — Кертис Караваджо.
- Мультфильм «Америка: Фильм» (2021). Является главным антагонистом картины. Роль озвучил Энди Сэмберг.
- Мультсериал «Симпсоны», сезон 5, эпизод 5: «Treehouse of Horror IV». Бенедикт Арнольд представлен как один из присяжных, назначенных Сатаной.
- Сериал «Outlander» (в русском прокате — «Чужестранка»), 7 сезон 8 серия: «Punti di Svolta».
- Сериал «Лучше звоните Солу») — в 10 серии 1 сезона («Марко») упоминается Солом, как предатель Америки во время ведения игры бинго.
- Мультсериал «King of the Hill» (в русском прокате — «Царь горы») в 17 серии 2 сезона («The Final Shinsult») упоминается Коттоном Хиллом, после того как Дейл рассказал, что Хэнк поменял таблицу для проверки зрения.

В компьютерных играх
- Появляется как антагонист в игре Assassin's Creed III.

В музыке
- Известный рэпер Ice Cube ассоциируется с Бенедиктом Арнольдом в треке Message to B.A. с альбома Efil4Zaggin группы N.W.A, которую тот покинул. Трек так и начинается: «Послание Бенедикту Арнольду».

### Статьи
- Shackelford, George Green. Benedict Arnold in Richmond, January, 1781: His Proposal concerning Prize Goods (англ.) // The Virginia Magazine of History and Biography. — Virginia Historical Society, 1952. — Vol. 60, iss. 4. — P. 591-599.